# نقد بلاغی
نقد بلاغی مصنوعات نمادین یک گفتمان (مانند کلمات، عبارات، تصاویر، ژست‌ها، عملکرد، متون و فیلم‌ها که مردم برای ارتباطات استفاده می‌کنند) را تحلیل می‌کند. تحلیل بلاغی نشان می‌دهد که مصنوعات چگونه کار می‌کنند، چقدر خوب کار می‌کنند و مصنوعات به عنوان گفتمان، چگونه مخاطب را قانع، همراه، برانگیخته، سرگرم و آگاه کرده و آموزش می‌دهند. به این ترتیب، گفتمان شامل احتمال بهبود اخلاقی خواننده، مشاهده‌گر و شنونده نیز می‌شود. نقد بلاغی هدف از بکارگیری کلمات، بینش‌ها و اصواتی که مصنوعات نمادین بکاربرده‌شده در ارتباطات هستند را مطالعه و تحلیل می‌کند.
نمونه‌ای از نقد بلاغی در مقایسه شعر معروف سعدی «میازار موری که دانه‌کش است / که جان دارد و جان شیرین خوش است» با ضبط دیگری از آن در شاهنامه تصحیح جلال خالقی مطلق (مکش مورکی را که روزی کش است / که او نیز جان دارد و جان خوش است) قابل انجام است. در اینجا محقق تلاش می‌کند بررسی کند که کدام شاعر از عبارات بهتری استفاده کرده یا ترکیب عباراتش بهتر است.